# 成都右衛
成都右衛是明代的一個衛所，在成都府治西三里。明洪武四年九月置，屬四川都司。治所即今四川成都。